# Aivi Luik
Aivi Belinda Kerstin Luik (Perth, Australia; 18 de marzo de 1985) es una jugadora de fútbol australiana. Juega como centrocampista y su equipo actual es el Calcio Pomigliano Femminile de la Serie A de Italia. Fue parte de la selección de Australia hasta su retiro de los partidos internacionales en 2021. Anteriormente jugó para Brisbane Roar, Perth Glory y Melbourne City en la W-League, Brøndby IF en Elitedivisionen de Dinamarca, Fylkir en Úrvalsdeild kvenna de Islandia, Notts County FC en la Super-liga de Mujeres (FA WSL) de Inglaterra y Vålerenga en Noruega.

## Biografía
Nacida en Australia de padres húngaros y suecos, Luik asistió a la Universidad Brescia en Kentucky antes de transferirse a la Universidad de Nevada, en Reno, donde fue una Starter por 2 años para el Nevada Wolf Pack de 2005 a 2006. Durante su año sénior, ella capitaneó el equipo y pateó el penal ganador del juego para ganar la Conferencia Atlética Occidental (WAC) y ascendieron a la Copa Universitaria NCAA por primera vez.
Luik acabó su carrera universitaria en Nevada habiendo hecho 41 inicios en 42 juegos. Hizo nueve goles, colaboró en siete asistencias al gol por 25 puntos. En 2010, ella fue ranqueada segunda en la historia del equipo por sus goles ganadores del juego y séptima por los goles alcanzados. Ganó en 2005 los honores de segundo equipo en All-WAC y fue nombrada la jugadora más valiosa de Nevada en 2006.
Luik Jugó para FC Indiana y Ottawa Furia en el USL W-Liga.
El 29 de agosto de 2020, se anunció su fichaje por el Sevilla FC. 

## Trayectoria

### Brisbane Roar, 2009-2011
En 2009, Luik se unió a Brisbane Roar en la W-League australiana. Durante la temporada 2009, empezó a jugar en cancha de once para Brisbane. Este acabó en tercer lugar y llegó a semifinales donde derrotaron a Central Coast Mariners por 1–0 pero perdieron en 2009 la Gran Final de la Liga Mundial (W-League) en Sydney FC.

### Brøndby IF, 2011-12
Luik se mudó a Europa donde jugó para Brøndby IF en Elitedivisionen de Dinamarca durante 2011-12. Brøndby acabó primero con un récord de 17–0–1.

### Melbourne City FC, 2015–2018

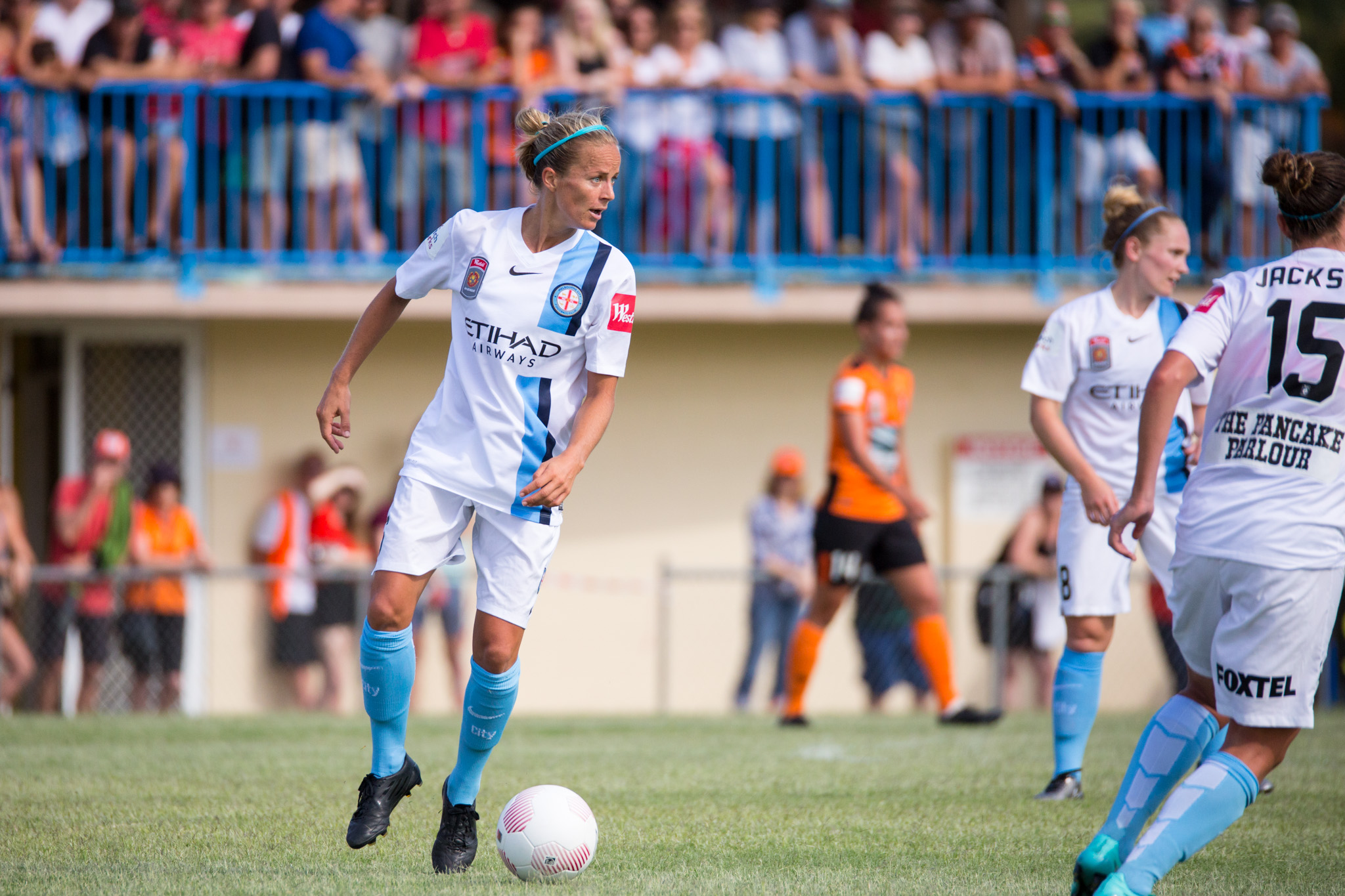
Luik durante un partido contra Brisbane Roar, en diciembre de 2015

En 2015, Luik se unió a Melbourne City FC para su temporada inaugural en la W-League. Durante un partido contra el Melbourne Victory, convirtió un tiro libre en el gol ganador. Así el equipo ganó los 12 juegos de la temporada y salió primero con Luik de centrocampista en todos los juegos. Después de llegar a semifinales, Melbourne City ganó en 2016 la Gran Final de la Liga Mundial (W-League). Fue nombrada por el club como Jugadora del Año de la W-League.
Después de actualizar el contrato con Melbourne City para la temporada de 2016-17, Luik empezó en el mediocampo en 13 de los 14 partidos que jugó, incluyendo la semifinal y Gran Final. Melbourne acabó cuarto con un récord 6–4–2 y llegó a semifinales. Después de derrotar a Brisbane Roar en penales, Melbourne City ganó la Gran Final de la Liga Mundial (W-League) en 2017 por segundo año consecutivo.

### Notts County, 2016
En marzo de 2016, Luik firmó contrato por dos años con el Notts County F.C. inglés. Durante la temporada 2016 en FA WSL, ella hizo 14 apariciones que incluyen 9 inicios. Notts County acabó en sexto lugar con un 4–8-4.

## Honores
Con Australia
- AFC Women's Asian Cup Winners: 2010
- AFC Olympic Qualifying Tournament : 2016

Con Brisbane Roar
Con Brøndby IF
- Elitedivisionen: 2011-12

Con Melbourne City
Con Vålerenga